# Luke Shaw
Luke Paul Hoare Shaw (Kingston upon Thames, Inglaterra, Reino Unido, 12 de julio de 1995) es un futbolista británico que juega como defensa en el Manchester United F. C. de la Premier League y en la selección de Inglaterra.

## Trayectoria

### Inicios
Shaw se incorporó a la academia del Southampton con ocho años. Su evolución futbolística llamó la atención de clubes poderosos como el Chelsea, Manchester City o Arsenal, que llegaron a ofrecer hasta cuatro millones de libras cuando Luke tenía 16 años.

### Southampton F. C.
El 28 de enero de 2012, en un partido de FA Cup ante el Millwall, debutó con el primer equipo del Southampton. Además, en el mes de mayo el club le ofreció un contrato profesional, al igual que a Chambers, Ward-Prowse y Jack Stephens, después de haber logrado el ascenso a la Premier League.
El 5 de noviembre de 2012 debutó en la Premier League al saltar al campo en el minuto 81. El 10 de noviembre se convirtió en el jugador más joven de la historia del Southampton en ser titular en un partido de Premier League, ante el Swansea City, que finalizó 1-1.
A lo largo de la temporada fue asentándose en el equipo, tanto con Nigel Adkins como con Mauricio Pochettino y siguió llamando la atención de grandes equipos. Finalizó su primera temporada disputando un total de 28 encuentros, 25 de ellos en liga.
El 12 de julio de 2013, día de su decimoctavo cumpleaños, amplió su contrato con el Southampton cinco años más. Fue clave en el primer partido de la temporada 2013-14 al ser derribado dentro del área por Youssouf Mulumbu en el minuto 89, lo que supuso un penalti que fue transformado posteriormente por Rickie Lambert, dando la victoria al Southampton por 0-1 frente al West Bromwich Albion. Shaw fue titular en 35 encuentros de Premier y, junto a su compañero Adam Lallana, fue incluido en el PFA Team of the Year.

### Manchester United
El 27 de junio de 2014, el Manchester United hizo oficial el fichaje de Shaw a cambio de 31,5 millones de libras (37 millones de euros), cifra récord para un juvenil.
El 27 de septiembre, después de haber superado una lesión muscular, debutó con el Manchester United en la sexta jornada de la Premier League ante el West Ham. El 22 de noviembre, en un encuentro frente al Arsenal, sufrió una nueva lesión a los dieciséis minutos de partido que le tuvo de baja un mes. En su primera campaña en el club disputó veinte encuentros, la mayoría como titular.
Con el inicio de la nueva temporada, Shaw cambió su dorsal del 3 al 23, que ya había llevado en su etapa en el Southampton. Fue titular en todos los partidos, hasta que el 15 de septiembre de 2015, en el primer partido de Liga de Campeones ante el PSV Eindhoven, sufrió una fractura de tibia y peroné después de una dura entrada de Héctor Moreno. En abril se reincorporó a los entrenamientos, aunque no llegó a jugar ningún partido más esa temporada.
El 7 de agosto regresó a los terrenos de juego en la final de la Community Shield ante el Leicester City, donde José Mourinho lo colocó como titular. Nuevamente fue una campaña marcada por los problemas físicos que le impidieron asentarse en el once titular. El 30 de abril sufrió una lesión en el pie que le tuvo de baja el último mes de temporada, por lo que no pudo participar en la final de la Liga Europa ante el Ajax ni en el inicio de la siguiente campaña.
Al igual que la campaña anterior, en la temporada 2017-18 disputó 19 partidos entre todas las competiciones y su puesta a punto se vio mermada por problemas en el pie.
El 10 de agosto de 2018 marcó su primer gol con el Manchester United en la victoria por 2 a 1 ante el Leicester City. Desde el inicio, Mourinho apostó por Shaw en el equipo titular dejando atrás sus problemas físicos. Además, en octubre renovó su contrato por cinco temporadas.

## Selección nacional
Shaw pasó por las categorías inferiores (sub-16, sub-17 y sub-21) de la selección inglesa.
Debutó con la selección absoluta el 5 de marzo de 2014, en un amistoso ante Dinamarca saliendo en sustitución de Ashley Cole. Posteriormente, el 12 de mayo fue incluido en la lista der Roy Hodgson para acudir al Mundial de Brasil de 2014. Luke fue titular en el tercer encuentro ante Costa Rica, siendo el jugador más joven en jugar en el torneo mundialista.
El 1 de junio de 2021 fue convocado para participar en la Eurocopa 2020. Inglaterra llegó a la final y a los dos minutos de encuentro un gol suyo los puso por delante en el marcador. En la segunda mitad Italia empató gracias a un tanto de Leonardo Bonucci, decidiéndose el título en una tanda de penaltis que se acabaron llevando los italianos.

### Participaciones en Copas del Mundo
| Mundial           | Sede   | Resultado        | Partidos | Goles |
| ----------------- | ------ | ---------------- | -------- | ----- |
| Copa Mundial 2014 | Brasil | Fase de grupos   | 1        | 0     |
| Copa Mundial 2022 | Catar  | Cuartos de final | 5        | 0     |

### Participaciones en Eurocopas
| Copa          | Sede     | Resultado  | Partidos | Goles |
| ------------- | -------- | ---------- | -------- | ----- |
| Eurocopa 2020 | Europa   | Subcampeón | 6        | 1     |
| Eurocopa 2024 | Alemania | Subcampeón | 3        | 0     |

### Goles internacionales
| N.º | Fecha                    | Lugar                                   | Rival    | Gol | Resultado    | Competición                         |
| --- | ------------------------ | --------------------------------------- | -------- | --- | ------------ | ----------------------------------- |
| 1   | 11 de julio de 2021      | Estadio de Wembley, Londres, Inglaterra | Italia   | 0-1 | 1-1 (3-2 p.) | Eurocopa 2020                       |
| 2   | 26 de marzo de 2022      | Estadio de Wembley, Londres, Inglaterra | Suiza    | 1-1 | 2-1          | Amistoso                            |
| 3   | 26 de septiembre de 2022 | Estadio de Wembley, Londres, Inglaterra | Alemania | 1-2 | 3-3          | Liga de Naciones de la UEFA 2022-23 |

## Estadísticas

### Clubes
Actualizado al último partido disputado el 21 de mayo de 2025.
| Club                               | Div.          | Temporada     | Liga  | Liga  | Copas nacionales | Copas nacionales | Copas internacionales | Copas internacionales | Total | Total |
| Club                               | Div.          | Temporada     | Part. | Goles | Part.            | Goles            | Part.                 | Goles                 | Part. | Goles |
| ---------------------------------- | ------------- | ------------- | ----- | ----- | ---------------- | ---------------- | --------------------- | --------------------- | ----- | ----- |
| Southampton F. C. Inglaterra       | 2.ª           | 2011-12       | 0     | 0     | 1                | 0                | –                     | –                     | 1     | 0     |
| Southampton F. C. Inglaterra       | 1.ª           | 2012-13       | 25    | 0     | 3                | 0                | –                     | –                     | 28    | 0     |
| Southampton F. C. Inglaterra       | 1.ª           | 2013-14       | 35    | 0     | 3                | 0                | –                     | –                     | 38    | 0     |
| Southampton F. C. Inglaterra       | Total club    | Total club    | 60    | 0     | 7                | 0                | 0                     | 0                     | 67    | 0     |
| Manchester United F. C. Inglaterra | 1.ª           | 2014-15       | 16    | 0     | 4                | 0                | –                     | –                     | 20    | 0     |
| Manchester United F. C. Inglaterra | 1.ª           | 2015-16       | 5     | 0     | 0                | 0                | 3                     | 0                     | 8     | 0     |
| Manchester United F. C. Inglaterra | 1.ª           | 2016-17       | 11    | 0     | 4                | 0                | 4                     | 0                     | 19    | 0     |
| Manchester United F. C. Inglaterra | 1.ª           | 2017-18       | 11    | 0     | 7                | 0                | 1                     | 0                     | 19    | 0     |
| Manchester United F. C. Inglaterra | 1.ª           | 2018-19       | 29    | 1     | 3                | 0                | 8                     | 0                     | 40    | 1     |
| Manchester United F. C. Inglaterra | 1.ª           | 2019-20       | 24    | 0     | 5                | 1                | 4                     | 0                     | 33    | 1     |
| Manchester United F. C. Inglaterra | 1.ª           | 2020-21       | 32    | 1     | 5                | 0                | 10                    | 0                     | 47    | 1     |
| Manchester United F. C. Inglaterra | 1.ª           | 2021-22       | 20    | 0     | 2                | 0                | 5                     | 0                     | 27    | 0     |
| Manchester United F. C. Inglaterra | 1.ª           | 2022-23       | 31    | 1     | 7                | 0                | 9                     | 0                     | 47    | 1     |
| Manchester United F. C. Inglaterra | 1.ª           | 2023-24       | 12    | 0     | 1                | 0                | 2                     | 0                     | 15    | 0     |
| Manchester United F. C. Inglaterra | 1.ª           | 2024-25       | 7     | 0     | 0                | 0                | 5                     | 0                     | 12    | 0     |
| Manchester United F. C. Inglaterra | Total club    | Total club    | 198   | 3     | 38               | 1                | 51                    | 0                     | 287   | 4     |
| Total carrera                      | Total carrera | Total carrera | 258   | 3     | 45               | 1                | 51                    | 0                     | 354   | 4     |
| 1. 2.                              |               |               |       |       |                  |                  |                       |                       |       |       |

## Palmarés

### Campeonatos nacionales
| Título           | Club                    | País       | Año     |
| ---------------- | ----------------------- | ---------- | ------- |
| Community Shield | Manchester United F. C. | Inglaterra | 2016    |
| Copa de la Liga  | Manchester United F. C. | Inglaterra | 2016-17 |
| Copa de la Liga  | Manchester United F. C. | Inglaterra | 2022-23 |
| FA Cup           | Manchester United F. C. | Inglaterra | 2023-24 |

### Campeonatos internacionales
| Título                 | Club                    | Sede  | Año     |
| ---------------------- | ----------------------- | ----- | ------- |
| Liga Europa de la UEFA | Manchester United F. C. | Solna | 2016-17 |

### Distinciones individuales
| Distinción           | Año  |
| -------------------- | ---- |
| PFA Team of the Year | 2014 |